# Maeve Kinkead
Maeve Kinkead (* 31. Mai 1946 in New York City) ist eine US-amerikanische Schauspielerin.
Sie begann ihre Schauspielkarriere 1977 mit der US-Soap Another World. 1980 wechselte sie zur Springfield Story. Dort spielte sie die Rolle der Vanessa Chamberlaine-Lewis bis 1987. Kehrte jedoch 1989 bis 2000 wieder zurück. Seitdem hat sie dort immer wieder mal Gastauftritte. Zuletzt im Oktober 2007. 
Für ihre Rolle als Vanessa war sie fünfmal für den Emmy nominiert. 1995 hat sie ihn schließlich erhalten. 
Vor einigen Jahren erkrankte sie an Brustkrebs, konnte aber geheilt werden.
Maeve Kinkead ist seit 1980 mit Harry Streep, dem Bruder von Meryl Streep, verheiratet. Die beiden haben zwei Kinder, Abraham und Maude und leben in New York City. 